# Lazard (Band)
Lazard ist ein deutsches Dance-Projekt, das durch DJane Lazard verkörpert wird. Mit ihren Singleauskopplungen war DJane Lazard in den internationalen Dance-Charts und DJ-Playlisten vertreten. Seit 2011 agiert DJane Lazard nur noch unter dem Künstlernamen Sunny Marleen.
Das Projekt erreichte bisher drei Nummer-1-Hits in den deutschen DJ-Playlist.

## Diskografie
Singles
- 2002: 4 O’Clock (In The Morning)
- 2006: Living On Video
- 2007: Your Heart Keeps Burning
- 2008: I Am Alive
- 2008: Here Without You (Andrew Spencer vs Lazard)
- 2010: I wanna grow old with You (Lazard feat. Muzzy G.)